# Zeki Rıza Sporel
Zeki Rıza Sporel (Estambul, Imperio otomano; 28 de febrero de 1898 - Turquía; 3 de noviembre de 1969) fue un futbolista turco. Jugó de delantero en el Fenerbahçe y fue internacional absoluto con la selección de Turquía entre 1923 y 1934.
Jugó toda su carrera en el Fenerbahçe, desde las inferiores al primer equipo, donde posee múltiples récords. A nivel internacional, fue uno de los precursores de la selección turca, donde fue el primer jugador en anotar un gol para el seleccionado. Es considerado uno de los mejores delanteros del fútbol turco.
Es el hermano menor de Hasan Kamil Sporel, ambos exjugadores y expresidentes del Fenerbahçe.

## Trayectoria
Formado en las inferiores del Fenerbahçe, Zeki fue promovido al primer equipo en la temporada 1915-16 a los 18 años de edad.
Apodado Üstad (el maestro), posee el récord de ser el jugador que más goles anotó para el club, más goles anotados en un solo encuentro (8 goles en la victoria por 16-0 el 12 de febrero de 1931), más goles al clásico rival Galatasaray (33 goles) y el gol más rápido.
Durante sus 18 años en el club, toda su carrera, jugó 352 partidos y anotó 470 goles en el Fenerbahçe hasta su retiro en 1934.
Tras su retiro fue diputado del parlamento de Estambul en los años 50.

## Selección nacional
Zeki fue miembro del primer equipo de la selección de Turquía de la historia. Anotó el primer gol del seleccionado el 26 de octubre de 1923 a Rumania.
Además representó a su país en los Juegos Olímpicos de 1924 y 1928.
Jugó 16 encuentros a nivel internacional y anotó 15 goles.

## Palmarés

### Títulos nacionales
| Título                          | Club       | País    | Año     |
| ------------------------------- | ---------- | ------- | ------- |
| Campeonato de Fútbol de Turquía | Fenerbahçe | Turquía | 1933    |
| Liga de Fútbol de Estambul      | Fenerbahçe | Turquía | 1920-21 |
| Liga de Fútbol de Estambul      | Fenerbahçe | Turquía | 1922-23 |
| Liga de Fútbol de Estambul      | Fenerbahçe | Turquía | 1929-30 |
| Liga de Fútbol de Estambul      | Fenerbahçe | Turquía | 1932-33 |
| İstanbul Cuma Ligi              | Fenerbahçe | Turquía | 1920-21 |
| İstanbul Cuma Ligi              | Fenerbahçe | Turquía | 1922-23 |
| İstanbul Şildi                  | Fenerbahçe | Turquía | 1930    |

### Títulos internacionales
| Título                  | Club       | País    | Año  |
| ----------------------- | ---------- | ------- | ---- |
| Copa General Harrington | Fenerbahçe | Turquía | 1923 |